# Oliarus guibensis
Oliarus guibensis är en insektsart som beskrevs av Van Stalle 1987. Oliarus guibensis ingår i släktet Oliarus och familjen kilstritar. Inga underarter finns listade i Catalogue of Life.